# Норвешки крсташки рат
Норвешки крсташки рат, предвођен краљем Сигурдом I, један је од крсташких ратова који су уследили након освајања Јерусалима 1099. године од стране крсташа Првог крсташког рата. Трајао је од 1107. до 1111. године. Сигурд је постао први европски краљ који је лично дошао у Свету земљу. 

## Пут ка Светој земљи
Сигурд и његови људи отпловили су из Норвешке на јесен 1107. године са шездесет бродова и око 5000 људи. На јесен је стигао у Енглеску, којом је владао краљ Хенри I. Сигурд је тамо провео целу зиму, те је на пролеће 1108. године запловио према западу. После неколико месеци крсташи су доспели у Сантјаго де Компостелу у Галицији, где им је локални владар дозволио да презиме. Међутим, зима је довела до несташице хране, због чега је лорд одбио продати храну и робу Норвежанима. Сигурд је напао његов двор и опљачкао га. На пролеће следеће године наставили су дуж обале Португала, заробивши осам сараценских галија на свом путу, након чега су освојили и дворац у Синтри. Потом су доспели до Лисабона, грана на граници између хришћанске и муслиманске Иберије, где је вођена још једна битка. На даљем путу, опљачкали су град Алкасе, а затим, путем кроз Медитеран, близу Гибралтарског мореуза, поразили су једну муслиманску ескадрилу. 
Након уласка у Средоземно море, крсташи су запловили према Балеарским острвима која су тада сматрана пиратским уточиштем Сарацена. Норвешки напади на Балеаре први су забележени хришћански напади на ова острва, мада је и раније сигурно било мањих напада. Ток борбе око Балеара најдетаљније је описан. Можда ове борбе представљају најзначајнији историјски догађај у историји малих острва. Норвежани су, наводно, пљачком Балеара стекли највеће благо из свих дотадашњих пљачки. Након Форментера, нападали су Ибицу и Менорку, заобилазећи највеће острво, Мајорку. Приче о успешним пљачкама на острвима засигурно су подстакле каталонско-пизанско освајање Балеара 1113-1115. године. На пролеће 1109. године крсташи су стигли на Сицилију, где их је дочекао владајући гроф Руђер II, који је тада имао свега 12 до 13 година. 

## Јерусалим
На лето 1110. године крсташи су коначно стигли у Свету земљу, искрцавши се у луку Акру (или Јафу), одакле су продужили ка Јерусалиму. Тамо су се срели са владајућим краљем Балдуином I који их је срдачно дочекао. Балдуин је заједно са Сигурдом одјахао на реку Јордан. Норвежани су понели бројне реликвије, међу којима је и делић Часног крста на коме је Исус био разапет. Он им је дат под условом да наставе да шире хришћанство и да реликвију однесу на гроб Светог Олафа. Сигурд и његови крсташи узели су учешћа у опсади Сидона која је резултирала освајањем града и стварањем Сидонског господства. 